# Poor Richard's Almanack

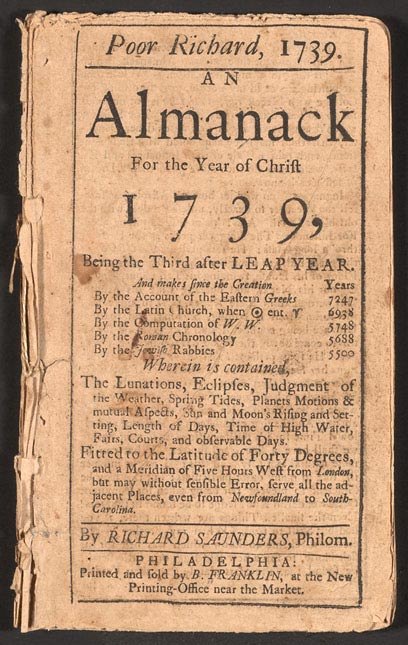
Uitgave van de almanak uit 1739

Poor Richard's Almanack was een almanak opgezet door de Amerikaanse wetenschapper, politicus en schrijver Benjamin Franklin.
De almanak verscheen voor het eerst in Philadelphia in 1733 en het jaarboek bleef bestaan tot 1758. De uitgave bevatte, zoals gebruikelijk in een almanak, een kalender en astronomische en astrologische gegevens.
In Franklins tijd waren dit soort almanakken zeer gewild en leken meer op een populair tijdschrift, met informatie over een groot aantal onderwerpen, humoristische artikelen, weersvoorspellingen, puzzels en huishoudelijke weetjes en tips.
Franklin nam voor zijn almanak het pseudoniem Richard Saunders aan. Deze imaginaire redacteur stak de draak met de gewoonte van andere almanakken om aan hemelverschijnselen voorspellingen te koppelen. Zo liet hij Saunders aan de hand van de sterren de dood voorspellen van Titan Leeds en John Jerman, de twee andere uitgevers van almanakken in Philadelphia. De figuur Richard werd, samen met zijn vrouw Bridget, zeer populair in het Amerika van destijds vanwege de typerende humor en wijsheden die werden gedebiteerd.

De almanak hield deze stijl vol tot 1748, waarna Franklin zelf niet meer bijdroeg. Het blad kreeg vervolgens de titel Poor Richard Improved. De almanak werd in 1758 verkocht, maar bleef populair en werd uitgegeven tot 1796.